# 2016年サン・パブリート市場花火爆発事故
座標: 北緯19度40分6秒 西経99度7分37秒 / 北緯19.66833度 西経99.12694度
2016年サン・パブリート市場花火爆発事故（2016ねんサン・パブリートいちばはなびばくはつじこ）は、2016年12月20日にメキシコのメヒコ州トゥルテペック市（メキシコシティの北にある都市）のサン・パブリート市場で花火が爆発した事故。少なくとも42人が死亡し、多くの負傷者が出た。

## 背景

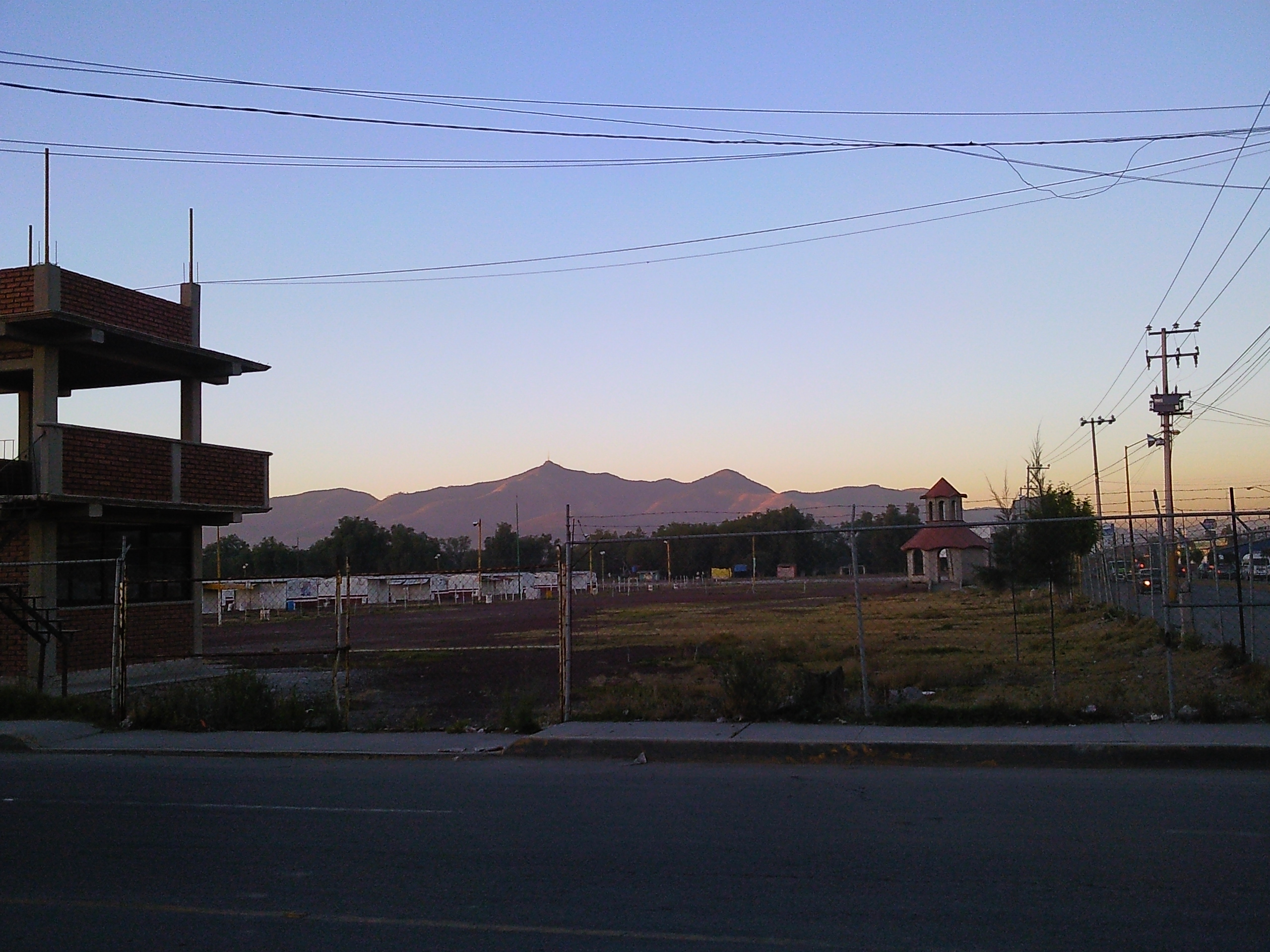
サン・パブリート市場（2010年撮影）

トゥルテペック市では花火の文化・産業が盛んで、200年に及ぶ花火製造の歴史がある。町の人口の約65パーセントが直接ないし間接的に花火製造業に関わっている。メヒコ州花火研究所によれば、トゥルテペック市では花火製造業者や小売業者が436件登録されている。サン・パブリート市場はメキシコの手作り花火の主要な中心地である。サン・パブリート市場では2005年と2006年にも同様の花火の爆発事故が発生しており、市は新しい安全対策を実施していた。

## 事故概要
爆発の原因は分かっていないが、事故直後の報道では花火の製造に使う火薬が大規模な爆発を引き起こしたと伝えられた。当時、市場には最大で300トンの花火があったと報じられた。爆発は中部標準時15:00頃 (21:00 UTC) に発生した。12月24日時点で死者は少なくとも36人、負傷者は少なくとも84人であった。死者のうち26人は現場で死亡し、その他は病院で死亡した。負傷者のうち46人は入院し、そのうちの5人は危篤状態であった。
子供4人も負傷し、少女1人が体の90パーセント以上にやけどを負った。子供達の容体が安定し保護者と連絡が取れると、治療のためアメリカ合衆国テキサス州ガルベストンのシュライナーズ子供病院へ搬送する計画が立てられた。爆発で近くの家屋は深刻な被害を受け、市場の大半が破壊された。

## 対応

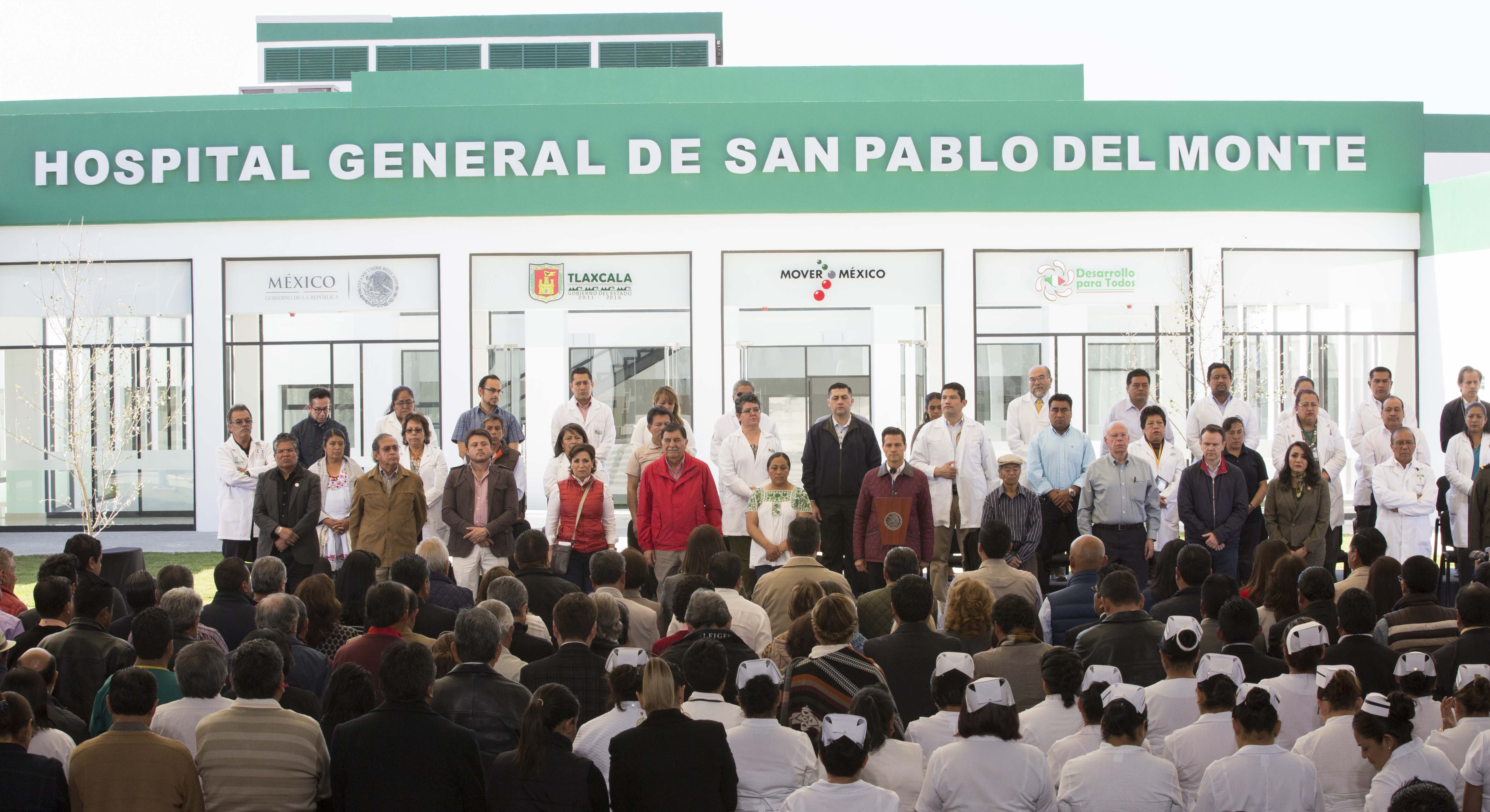
トラスカラ州サン・パブロ・デル・モンテでの式典で黙祷を捧げるエンリケ・ペーニャ・ニエト大統領とその内閣および医師・看護師ら

メヒコ州政府長官のホセ・マンスールは葬儀代や医療費はすべて州政府が負担すると述べた。エンリケ・ペーニャ・ニエト大統領は弔意を表し、連邦機関に州当局と連携して、特に医療面で被害者の家族を支援するよう命じた。サン・パブリート市場の主催者 (president) ヘルマン・ガリシア・コルテスは政府からの支援で売り手は損失を補うと述べ、市場を再開することを誓った。12月21日、連邦検察総局 (federal attorney general) が法科学者とともに事件の調査を開始した。

## ギャラリー
- 消火作業にあたる消防士
- がれきの中を捜索する人々
- 負傷者を見舞うエルビエル・アビラ・ビジェガス（英語版）（写真左）と エンリケ・ペーニャ・ニエト